# Paul Brtschitsch
Paul Brtschitsch (* 1976 in Berlin) ist ein deutscher Produzent und Liveact in der elektronischen Musikszene und kommt aus Frankfurt.
Er war als Liveact in diversen Ländern Europas und Asien vertreten, wie zum Beispiel in der Türkei, Japan, Frankreich und den Benelux-Ländern. Auch bei den Radiosendungen hr3 clubnight und hr XXL-Ostermarsch war er bereits vertreten.

## Werdegang
1995 wurde Heiko M/S/O auf Brtschitsch durch seine Demo-Tapes aufmerksam, wodurch er ihm einen Job bei Plattenvertrieb Neuton vermittelte.
Seine erste Platte unter dem Pseudonym Analog Confusion entstand damals auf dem neu gegründeten Label Tritone. Mit André Galluzzi, den er durch seine Arbeit bei Neuton kennenlernte gründet er 1996 das Label Taksi, auf dem einige Veröffentlichungen erschienen sind. Richie Hawtin lizenzierte 2001 Brtschitschs Track Schneesturm für sein Label Plus 8 und fertigte einen Remix an. Noch im selben Jahr lizenzierte das Label Music Man den Titel Rohrbruch aus dem Album Rundfahrt.
Gemeinsam mit André Galluzzi produzierte er zwei Alben, welche ebenfalls auf Taksi erschienen. Unter den Pseudonymen „Night on Earth“
und „TaksInc“ veröffentlichten sie auf Labels wie Force Inc. Music Works und Ongaku Music. Unter seinem eigenen Namen produzierte er insgesamt drei Alben für das Plattenlabel Frisbee, welche an ein DJ-Set erinnern. Auf dem Kölner Label Karmarouge produzierte er mit Gabriel Ananda den Track Morning Glory für die Labelcompilation.
Neben seinen Produktionen hat er bereits Remixe angefertigt, zum Beispiel für die Neuversion SNAP! – Rhythm Is a Dancer, FPU – Racing Car (Ministry of Sound) und Pascal F.E.O.S. – Overflow. Des Weiteren produzierte er die Musik für den Space-Radar-Pavillon auf der Expo 2000 in Hannover. Seit 2006 wohnt Brtschitsch in Berlin, 2007 gründete er sein eigenes Label Rootknox. Zudem ist er als Co-Produzent von Anja Schneider tätig. Aus ihrer Zusammenarbeit ging bisher Loop de Mer und das Album Beyond the Valley hervor.

## Diskographie (Auszug)
- Surftronic – Frisbee, 2000
- Venex – Frisbee, 2001
- Memory – Frisbee, 2002

- Rundfahrt – Taksi 2003
- Bordell – Taksi, 2004